# 呂姵霖
呂麗君（英语：Dr Yvonne Lui Lai Kwan，1977年—），2019年改名為呂姵霖（英语：Dr Yvonne Lui Pui Lam），持有英國倫敦大學國王學院化學哲學博士學位。在家庭生活和閒暇之餘也大力投入慈善行業及社會福利工作，除了自身對藝術收藏的愛好外，近年來也積極涉足藝術發展。2013年當選為第十二屆北京市政協委員。同年成立呂麗君基金會，後改名為呂姵霖基金會。 在兼任眾多名譽職中，教育及社福方面佔了很大的比例，如北京大學名譽校董、中國對外經濟貿易大學董事會董事、香港青年交流基金理事會名譽主席、及香港各界婦女聯合協進會名譽會長等。

## 生活
呂麗君在英國倫敦大學King's College 修讀學士及博士學位。
2016年呂麗君和劉鑾雄感情破裂，劉宣佈2014年已和呂分手。

## 投資事業與藝術收藏
在超過十年的英倫求學生涯中，呂麗君對這傳統帝國的深入認識及熱愛並不僅僅停留在學術的層面上。在2010年初時，英國《泰晤士報》披露劉鑾雄斥資3300萬英鎊在有全世界最高貴地段之一著稱的「伊頓廣場」大宅置產，引發英國社會媒體的矚目。英國金融時報更以此專題作深入報導，並對投資者的眼光大表讚嘆，強調此物業地段的獨特歷史性是不可能被取代，不管世界經濟的大環境如何改變，始終是供不應求。
近兩世紀以來，伊頓廣場和比鄰的貝爾格雷夫廣場一直是英國傳統貴族和皇親國戚的棲身之地，每一座宅院都訴說著一段輝煌的歷史。直至二十世紀中後期，沒落的貴族開始變賣房產時，伊頓廣場更成為中東王室成員和美國，俄羅斯富豪競相爭奪的黃金地段。英國媒體更形容收購此極富地位表徵和傳統的歷史建築物，象徵著昔日英帝國風采告結和遠東新勢力的崛起。
呂麗君在長年受英式人文教育為主的薰陶下也培養了對文化藝術的熱愛，這也和劉鑾雄對收藏名畫及藝術品的嗜好不謀而合。傳媒因此時常拍到兩人在拍賣會上出雙入對的畫面。2006年在以1.35億港幣天價標得波普藝術大師安迪華荷的《毛澤東》印絲肖像畫作，刷新紀錄在全球掀起華荷畫作炒風時，呂也代表對外發言闡述對藝術的鍾愛以及未來建構博物館的理想。劉鑾雄曾公開提到新銳藝術家Damien Hirst和Gerhard Richter是他認為最有潛力和價值的，其中英國藝術家Damien Hirst是YBA（Young British Artists）的主要代表人物，主導了二十世紀末英國藝術的發展，而德國的Gerhard Richter更是在倫敦找到舞台而一炮而紅的。 在此也不難看出呂對劉在藝術鑑賞和投資方面所扮演的重要角色。
在眾多關於呂的市場投資的八卦和頭條中，最為轟動的莫過於對新股王AIA友邦保險的投資案。2010年十月底的各報頭版都刊登了呂麗君以57億港元個人名義公開認購友邦保險的股票，令市場為之側目。掛牌首日即獲得帳面利潤近9000萬港元，港媒也都競相報導。
劉鑾雄聲稱多年來給予呂麗君20億港幣的資產。

## 社會公益及教育投資
身為傳媒與眾目之焦的呂麗君對自己的私人生活卻是十分低調，非但鮮少出席公開的社交活動也常故意避開傳媒的追訪，而對於她本人所熱衷的慈善捐助及教育發展事業更是低調。2007年時，呂以個人的名義捐助中國河北省政府500萬人民幣建設農村衛生室，並招集專家學者提供改善農村用水與健康環境的具體作業辦法。隔年四川大地震發生時，呂透過各種渠道集合其個人，公司及所屬員工而募得超過3000萬港幣的善款。
為了迎接世紀盛事，2008年的北京奧運，呂於同年接下了港府委任的香港各界青少年迎奧運系列活動委員會執行副主席，以及「全民健身迎奧運」活動的籌委會主席。呂著力於鼓吹小孩子培養運動健身習慣的重要性，並在多個雜誌專訪中闡述中國經由體育競技做為平台，進而實踐和平和扶弱的基本價值。那時所提倡的提升全民運動意識和運動社區化等概念在擁擠狹小，工商領頭的香港獲得不少的迴響。除此之外，呂對婦兒教育及發展的重視，也反映她在以有會員總數超過十萬人著稱的香港婦協擔任名譽會長，在政府行政體系之外，關心改善香港及中國各省的婦女議題。呂所擔任主席的另一個機構，香港青聯交流基金理事會，在中港青年人才培育及交流上有很多實質上的貢獻。基金會時常藉由舉辦活動和課程讓兩地的學子有機會能和在社會上有傑出成就的政商界人士互動學習，更提供出國就業及實習專案的服務，呂亦以自身向外求學的經驗鼓勵學員把握每個機會，探索新的文化生活領域，做個全方位的世界人。
呂亦由2011 年開始透過自己的基金會，支持北京國際芭蕾舞暨編舞比賽，該比賽由中國文化部和北京市政府共同舉辦，旨在發掘世界各地優秀的芭蕾舞演員及舞蹈編導，並促進國際間的舞蹈藝術交流。呂現擔任中國北京國際芭蕾舞暨編舞比賽籌委會副主席。
呂在世界知名大學中所授予的榮譽職位更凸顯了她對教育發展事業的重視。對中國第一學府北京大學的捐助也不局限在實際的金錢數目上，在近十年來隨著華人置業集團在北京、上海、成都等地加速投資，挹注發展資源之時，呂也於多個場合鼓勵產學合作的趨勢及其重要性。 針對提升內地學子的教育素質和人才培育多元化的信念，可在她所擔任名譽董事的兩所指標性的學術機構看出端倪。
2013年初正直中國兩會開始前夕，香港媒體競相報導呂麗君即將出任北京市政協委員一職，其他政商要員及社會賢達包括恒基地產李家誠、信和集團執行董事黃永光、盈科集團主席李澤楷等。在港澳人士中為最年輕的一員。呂的任命在港澳政壇引發震撼，有些媒體指出，給外界印象一向低調，鮮少展現政治企圖的呂麗君能在新一任中央領導班子產生後高升中國首都最高民意咨詢機構，讓許多政界人士感到意外。
呂一直關注保育議題及全球的可持續發展，並曾公開撰文促請社會各界合力應對氣候變化。 2017 年初，更與沃爾瑪公司（Walmart Stores）董事會主席（已退休）羅伯．沃爾頓（Rob Walton）以及國際保育組織「保護國際基金會」（Conservation International）推出名為「呂．沃爾頓地球創新研究基金Lui-Walton
Innovators Fellowship」，匯聚一群在環境保護方面擁有最具創新思想的世界領導者，一同以創新方法，拯救自然和打造更加健康、富饒的地球。合作者包括《聯合國氣候變化框架公約》(UN Framework Convention on Climate Change)秘書處前執行秘書克里斯蒂安娜-菲格雷斯(Christiana Figueres)、冰島前總統奧拉維爾-拉格納-格里姆松(Ólafur Ragnar Grímsson)以及基里巴斯前總統湯安諾(Anote Tong)等  呂現為保護國際基金會的董事會成員。
呂近年積極提倡以跑步保持身心健康，除了以捐款及行動支持多項與跑步相關的慈善活動外，亦於自己基金會的網站，分享跑步經歷，鼓勵大家善用香港得天獨厚的地理環境，以跑步強健體魄。